# Martin Mikkelsen
Martin Mikkelsen (født 29. april 1986) er en tidligere dansk professionel fodboldspiller, der spillede for Hobro IK. Han har tidligere spillet i FC Fredericia og i AGF som midtbanespiller.
Hans debut for AGF's 1. hold fik han den 25. juli 2004 mod FC Nordsjælland.
Martin Mikkelsen er i dag, assistenttræner i Odder IGF Fodbold. 